# Les Roches-l’Évêque
Les Roches-l’Évêque település Franciaországban, Loir-et-Cher megyében. Lakosainak száma 289 fő (2022. január 1.). Les Roches-l’Évêque Lunay, Montoire-sur-le-Loir és Saint-Rimay községekkel határos.

## Népesség
A település népességének változása:
| Lakosok száma | 322  | 256  | 302  | 289  | 280  | 278  | 279  | 267  | 266  | 289  |
|               | 1968 | 1982 | 1990 | 2006 | 2013 | 2015 | 2017 | 2019 | 2020 | 2022 |